# 沙地镇
沙地镇，是中华人民共和国江西省赣州市赣县区下辖的一个乡镇级行政单位。

## 行政区划
沙地镇下辖以下地区：
沙地社区、湖溪村、中庄村、螺田村、马口村、银村、水边村、坳下村、高峰村、沙地村、洋村、坳上村、石鼓村、蟠岩村、五龙村、攸镇村、利群村、里堡村、芳村、锡溪村、岗上村和西山村。